# Méridai vízvezeték
A méridai vízvezeték (spanyol nevén: Acueducto de los Milagros, ennek jelentése: „a csodák vízvezetéke”) a spanyolországi Mérida egyik római kori műemléke. Mérida régészeti együttesének részeként 1993 óta a Világörökség része.

## Története
Az 1. század táján a rómaiak által épített vízvezeték a többek között kiszolgált katonák által lakott Emerita Augusta, a mai Mérida város vízellátását oldotta meg úgy, hogy a Proserpina-víztározóból a ma Albarregasnak nevezett kis folyó fölött átvezette a vizet. Ezt a víztározót egy mocsár helyén alakították ki egy gát felépítésével, innen indult a mintegy 10 km hosszú vízvezeték is a város irányába. Az első szakasz a föld alatt húzódott: ez egy boltozott tetejű, kövekkel kifalazott csatorna volt, amely egy vízmedencébe torkollott, ahonnan a víz a vezeték következő szakaszában folytatta útját.

## Leírása
A vezeték máig fennmaradt része a történelmi belváros északi részén húzódik. Összesen mintegy 800 méter hosszúságú rész maradt meg belőle, ebből leglátványosabbak a széles zöldterületet is magába foglaló folyómeder-térségben álló ívek, amelytől mind délre, mind északra állnak még kisebb maradványok. Legmagasabb részei 27 méter magasak, tetejére minden évben fészkeket raknak a gólyák. Különlegessége, hogy építőanyagául felváltva használták a szürkés gránitot és a vörös téglákat: egyesek szerint ez a színesség hatott ihletként a későbbi nagyszabású hispano-muzulmán építmények stílusára is. A szögletes keresztmetszetű oszlopok belseje betonból készült.
A folyóparti zöldterületek kedveltek a turisták és a városlakók köreiben, ugyanis sétálásra és sportolásra is alkalmasak. A vízvezeték közvetlen közelében egy kis méretű, szintén a római korból származó híd is átível a folyón több modern kori híd mellett.

## Képek

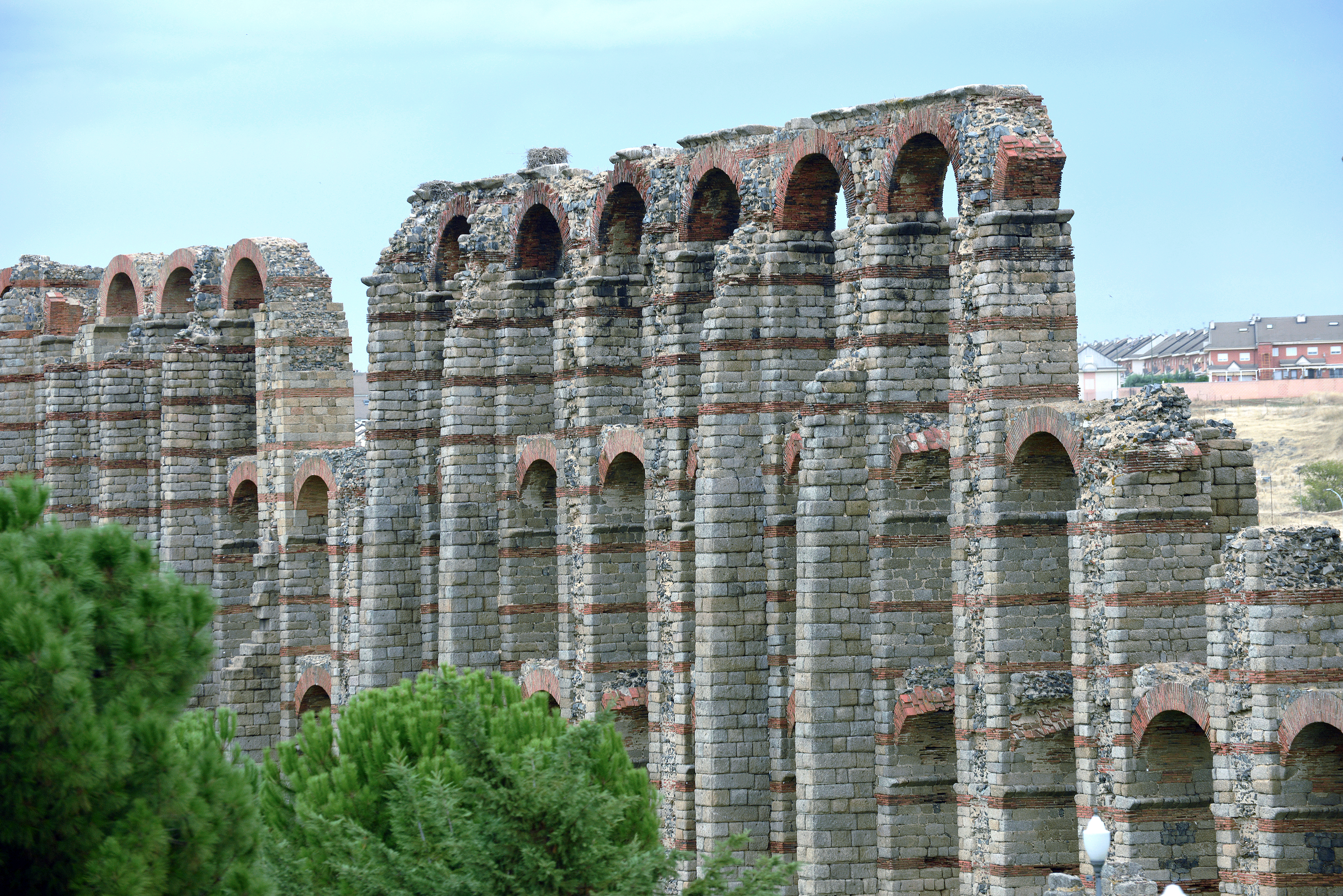
Nagy felbontású kép
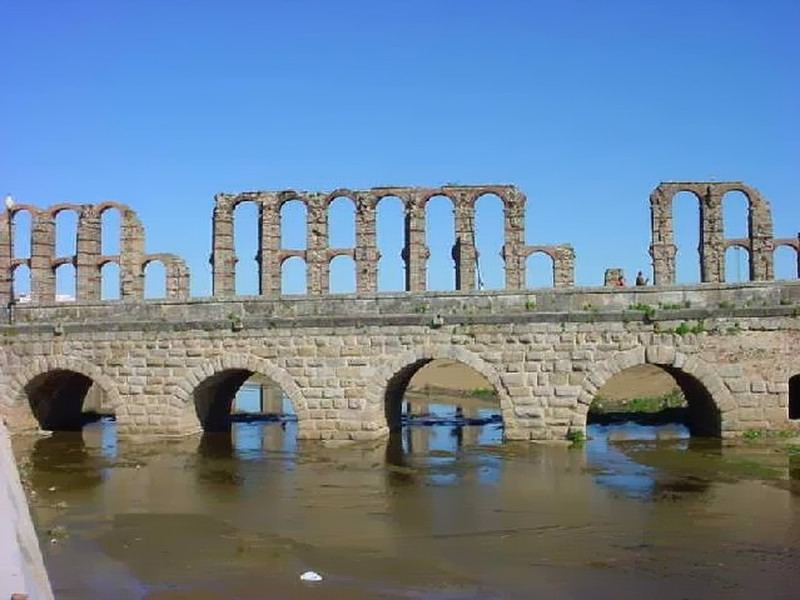
Római híd és a vízvezeték az Albarregas folyó fölött
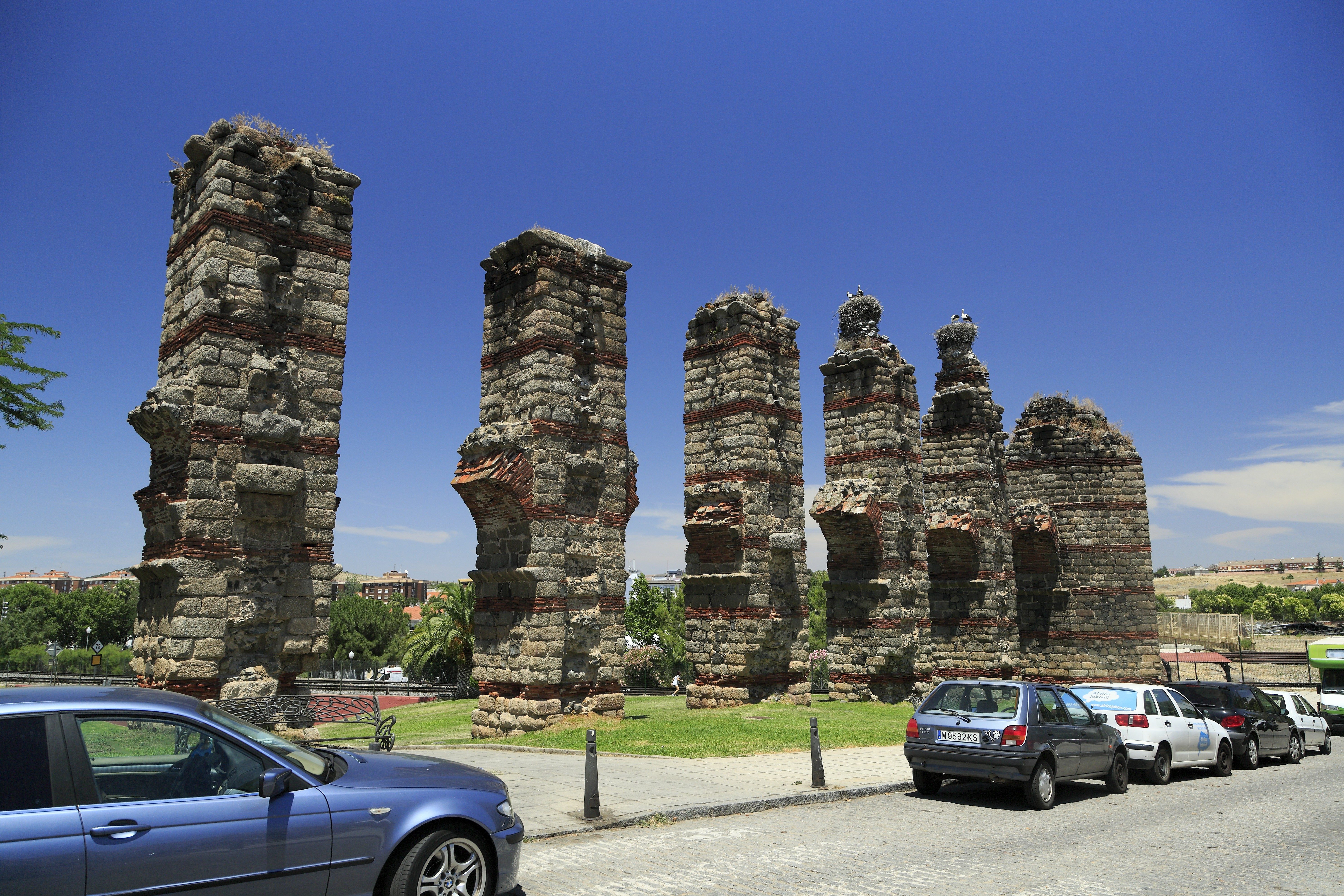
Lepusztultabb részlet
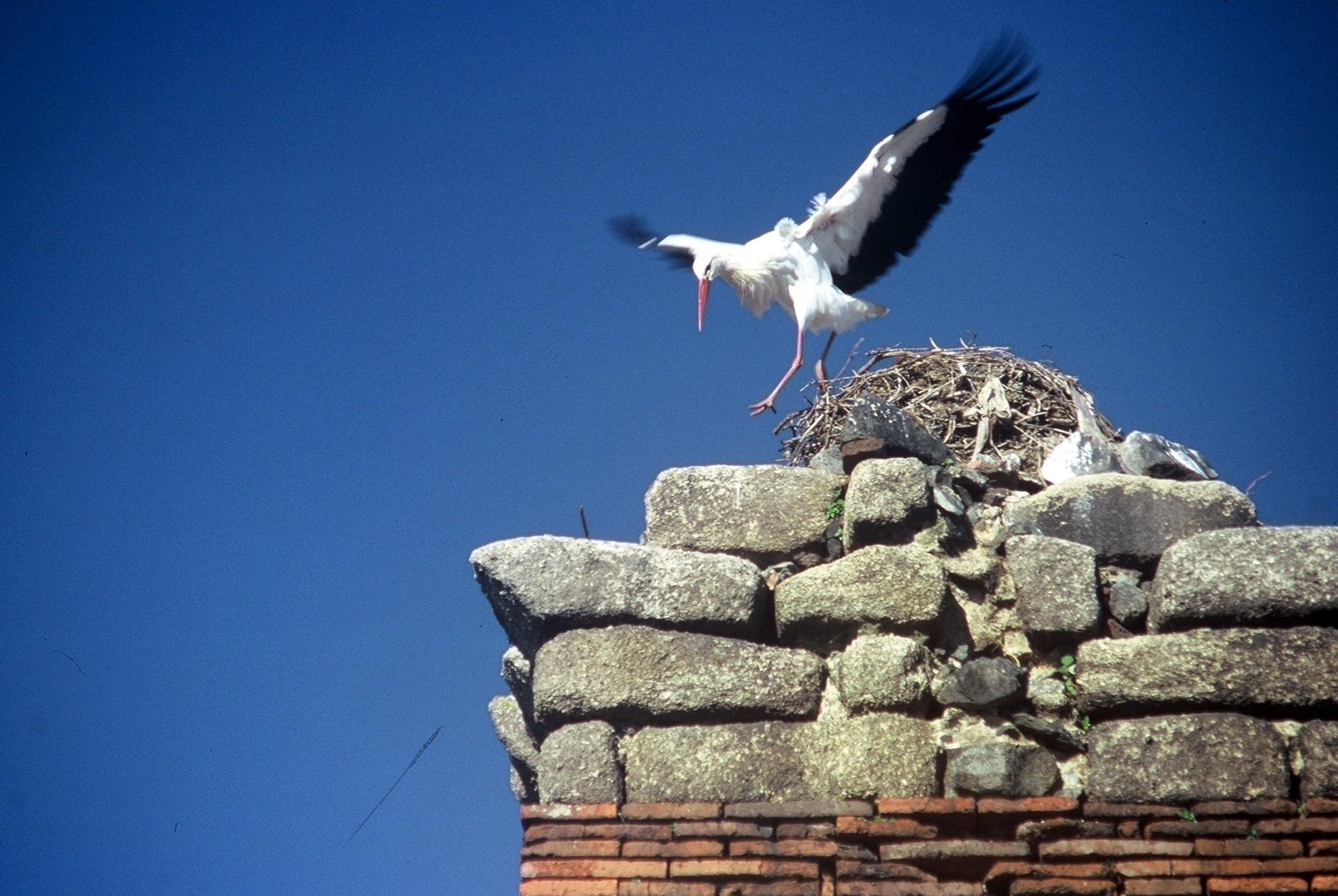
A vízvezetéken fészkelő gólya